# DKS
DKS (De Kromme Stok) is een Nederlandse hockeyclub uit Enschede, die bestond van 1920 tot en met 1993.

## Geschiedenis
DKS werd op 2 november 1920 opgericht in café Mendelaar door een groep van zeven heren en een dame onder leiding van Jaap Leys. Op 4 juni 1993 werd de club opgeheven door de Algemene Ledenvergadering.
De DKS-spelers werden ook wel de "Kanaries" genoemd vanwege de gele clubkleuren. Daarom werd het clubblad ook "de Kanarie" genoemd. De eerste uitgave daarvan verscheen op 17 oktober 1945 (met als hoofdredacteur Jan Buddeke) en de laatste Kanarie werd uitgebracht op 17 juni 1993.

## Velden en clubhuis
DKS begon in 1920 te spelen op een weide bij café Dolphia en verhuisde in 1923 naar een veld naast café Asveld in Usselo. Maar omdat hier een greppel dwars door het veld liep, trok men naar een weiland van boer Ter Meulen in Twekkelo. In 1926 stelde de gemeente een sportveld beschikbaar aan de Kuipersdijk (bij de huidige Soendastraat). Dat was echter van korte duur: de gemeente vond dat het veld door het hockeyen te veel werd omgeploegd.
In 1927 verhuisden ze naar de Voortsweide en in 1930 naar het Wooldrik (ter hoogte van de huidige Rechterlaan), waar het veld van de "Enschedesche Mixed Hockey Club" vrij kwam. Die club was samengegaan met EHC Prinses Wilhelmina en ging op hun terrein in het Volkspark spelen. In 1932 vond DKS uiteindelijk zijn definitieve bestemming op De Kroedkotten aan de Kotkampweg in Enschede-Noord.
Op de locatie in Enschede-Noord werd op 8 oktober 1933 een eigen clubhuis geopend. Het werd 15 jaar later vervangen (o.l.v. penningmeester Han Hueting) en in 1954 uitgebreid met kleedkamers. In 1956 kwam er een vierde veld. In 1964 werd een modern clubhuis gebouwd naast de ingang van het terrein en werd de boerderij van Geerdink ernaast afgebroken. Na een brand in 1988 werd het clubhuis in 1989 herbouwd en gemoderniseerd.

## Competitie
De eerste vriendschappelijke wedstrijd werd gespeeld op 12 maart 1922 tegen een team uit Hengelo. Het werd 0-7. Op 29 september 1928 werd DKS (met 19 heren en 8 dames) lid van de Nederlandsche Hockey- en Bandy Bond (de huidige KNHB) en werd voor het eerst door een herenteam deelgenomen aan de competitie. Van 1929 tot en met 1974 nam DKS deel aan de Twentse Hockeydag. Daar wonnen ze vaak de Leeftinkbeker (vanaf 1946 zelfs 7 jaar op rij) geschonken door het toenmalige Sporthuis Leeftink.

### Heren
De eerste competitiewedstrijd speelden de spelers van heren 1 op 11 november 1928 tegen het derde team van de Deventer Hockey Vereniging. Ze verloren met 0-1. Het team bestond uit de volgende spelers: H. Vonderhorst, J. Krot, G. Bonder, W. Zeeman, A. de Roos, P. Witte, G. Verbeek, J. Parker Brady, P.J. van Baaren, H. Temmink en C. Bussemaker. Iets meer dan 10 jaar later promoveerden ze op 30 april 1939 naar eerste klasse Oost met M. Samuel, H. Heutink, A. Kuiper, W. Hueting, S. Menko, E. Venema, W. Lucas, H. Witte, J. Buddeke, K. v.d. Veen en G. Huckriede.
In 1948 werd DKS voor het eerst kampioen van het Oosten en werd de hegemonie van stadgenoot EHC Prinses Wilhelmina doorbroken met de volgende spelers: Karel Brookhuis, Jan Buddeke, Jan Rekers, Nico Leeftink, Herman Heutink, Johan Koenderink, Bert v.d. Wenden, Henk Horst, Egbert Holter, Albert Kuiper en Ben Prenger.
Heren 1 stond decennia lang aan de top van de oostelijke regio en werd tussen 1948 en 1960 negen keer kampioen van het oosten. Bij de gewonnen beslissingswedstrijd in 1951 tegen PW stonden duizenden mensen langs de lijn. Van de spelers was Johan Koenderink er alle 9 keer bij, Gerrit de Ruiter en Gerrit Kristen 8 keer en Nico Leeftink 7 keer (waarvan 5 keer als aanvoerder). Ondanks enkele goede resultaten in de daaropvolgende wedstrijden om het Nederlands landskampioenschap tegen clubs als HHIJC, TOGO, SCHC, Laren en VHC Venlo) was dit net een stap te ver, hoewel ze er in 1959 dichtbij waren.
In 1970 degradeerde heren 1 uit de oostelijke eerste klasse, maar promoveerde in 1973 naar de toen opgerichte landelijke eerste klasse met Bert Buschenhenke, Jan Groeneveld, Jan Kersemaekers, Henk Jan Koelers, Hans Groeneveld, Nico Hans Leeftink, Bert Pit, Bert Schoo, Denis Muys, John Schoo, Ben Wesseler, Rob Wilderink, Hans Heutink en coach Johan Koenderink.
Op 15 juni 1980 promoveerde het naar de Hoofdklasse met Hans Francken, M. Strijbosch, Henk Jansen, Albert van Dijk, Rolf Walter, Fred Saraber, Yart Sluiter, G. Eykelenkamp, Peter Brusse, Frank Fijen, K. Verhoeven, Evert Wind, B. Kramer, Jan Groeneveld, V. Jager en M. Schulz. Aan het einde van het seizoen degradeerde de ploeg echter weer vanuit de Hoofdklasse naar de Overgangsklasse.
De meeste spelers van heren 1 kwamen tot en met de jaren 70 uit de eigen jeugdopleiding, die ook nog in 1986 succes boekte met het Nederlands kampioenschap voor junioren A met coach Jan Groeneveld.

### Dames
Sinds 1931 nam DKS dames 1 deel aan de competitie met F. Stenvers, R. van Ulzen, N. Vos, R. ter Meulen, H. Krot, I. Vos, H. Naafs, M. Elshof, J. ter Meulen, H. Brands en J. Heddendorp. In 1942 promoveerden ze naar eerste klasse met Willy Lucas, Koosje de Groot, Riekje Simons, Ada Peters, Gre Cremer, Jo Kromhof, Anneke Ruischer, Femmie Reinink, Jannie Kolthof, Jo Jurissen en Gerrie te Balk. Sinds 1945 heeft dames 1 met wisselend succes in de eerste klasse gespeeld, met tussendoor enkele degradaties naar de promotieklasse.
In het seizoen 1986/1987 werd dames 1 kampioen van de Overgangsklasse en promoveerde naar de Hoofdklasse met de volgende speelsters Jetske Zijlstra, Irene van der Lied, Noortje ter Heege, Annelies van der Meulen, Inger Toorneman, Ellen Sluiter, Marguerite Benedict, Marielle Huls, Sandra Ameling, Anneloes Blankevoort, Annemarie Kersemaekers, Marijke Goïnga, Joan Koenderink, Edith Bevers en Michelle Drontmann. Trainer-coach was Margit Schlecht, trainer Wil Dielis en fysiotherapeut Eddy Westerveld. Na drie seizoenen Hoofdklasse degradeerde de ploeg in 1990 van de Hoofdklasse   naar de Overgangsklasse.

## Zaalhockey
DKS is in totaal zes keer oostelijk zaalhockeykampioen bij de heren geweest. Van 1965 tot en met 1969 werd het kampioenschap vijf keer op rij behaald. Landskampioen zaalhockey is DKS in deze periode niet geweest, want pas vanaf 1970 werd hier door de districtskampioenen om gespeeld. Wel had het met Johan Groeneveld en Edo Buma twee spelers in het Nederlands zaalhockeyteam. In het seizoen 1979/1980 werd DKS voor de laatste keer oostelijk zaalhockeykampioen.
Bij de dames was DKS in 1973 oostelijk zaalhockeykampioen, waarna ze vierde werden bij de strijd om het landskampioenschap.

## Internationale wedstrijden
Op de velden van DKS vonden vele internationale ontmoetingen plaats, met name tussen 1950 en 1960 (bijv. de Pakistaanse mannenhockeyploeg tegen de Nederlandse olympische herenselectie in 1952, de Zuid-Afrikaanse tegen de Nederlandse vrouwenhockeyploeg in 1953, Denemarken tegen Nederland B dames in 1955, de Zuid-Afrikaanse mannenhockeyploeg tegen heren van Oost-Nederland in 1957 en de Italiaanse mannenhockeyploeg tegen DKS in 1959).
Vanaf 1975 organiseerde DKS ook vele jaren een internationaal toernooi op de Kroedkotten met een sterke bezetting uit binnen- en buitenland.

## Kopstukken
De eerste voorzitter van DKS was Jaap Leys, die werd opgevolgd door Anton Poutsma (leraar Engels). Drie toonaangevende voorzitters gedurende het bestaan van DKS waren Piet Benink (1925-1932), Henk Lier (1934-1947) en Hans van Amerongen (1947-1960). DKS heeft 9 ereleden: Henk Lier, Johan Krot, Han Hueting, Hans van Amerongen, Nico Leeftink, Herman Heutink, Johan Koenderink, Willy Klomp-Koelers en Femmie Goïnga-Wolff.
DKS heeft een groot aantal bondsscheidsrechters geleverd, zoals Joop v.d. Kaay, Jacq van Doorneveld, Heinz Witte, Benno Klomp, Herman en Jan Hendrik Heutink, Nico Leeftink, Chris Nijhof, Stef Huis in 't Veld en Marinus Lem. De meeste interlands werden gefloten door Gerrit Hagels (78 keer) en Sophie Duinker-Molendijk (52 keer), die beiden ook actief waren op de Olympische Zomerspelen in 1980 in Moskou.
Door de jaren heen hebben de volgende 7 (ex-)DKS'ers in de Nederlandse hockeyploeg gespeeld:
- Wouter van Pelt, 236 caps
- Bas Nieuwe Weme, 28 caps
- Gerrit de Ruiter, 24 caps
- Edo Buma, 14 caps; ook Nederlands zaalhockeyinternational
- Gerrit Kristen, 14 caps
- Johan Groeneveld, zaalhockeyinternational
- Jo Jurissen, 68 caps
- Ans Beijer, 14 caps

En voormalig DKS-keeper Maurits Hendriks was (assistent-)coach van het Nederlands elftal, dat goud won op de Olympische Spelen van Atlanta en Sydney.

## Familieclub
DKS was lange tijd een hechte club, waarin verschillende generaties speelden van vele families, zoals Buma, Prenger, Koenderink, Leeftink, Brusse, Goïnga, Koelers, Buschenhenke, Groeneveld en Heutink.
Vele feesten en musicals werden door de leden georganiseerd. Meestal was dat in de zalen van “De Vluchte” aan de Oldenzaalsestraat.

## Einde
Ondanks alarmerende signalen in de voorafgaande jaren, kwam het einde voor DKS in 1993 toch abrupt, na bijna 73 jaar. Er waren meerdere oorzaken, zoals een gebrek aan organisatorisch kader, een teruglopend ledenbestand, afnemende betrokkenheid, financiële problemen (onder andere door afkeuring van een nieuw kunstgrasveld en een brand in het clubhuis). Op de Algemene Ledenvergadering van 4 juni 1993 werd beslist dat leden op vrijwillige basis konden integreren in EHC Prinses Wilhelmina.
In 2000 en 2005 was er nog een DKS-reünie op het voormalige hockeycomplex “De Kroedkotten” aan de Kotkampweg 119, dat sinds 1997 bespeeld wordt door de honkbalclub Tex Town Tigers.